# Eleutherodactylus cuneatus
Espèce
Synonymes
- Hylodes cuneatus Cope, 1862
- Eleutherodactylus brevipalmatus Schmidt, 1920
- Eleutherodactylus sierra-maestrae Schmidt, 1920

Statut de conservation UICN

 LC  : Préoccupation mineure
Eleutherodactylus cuneatus est une espèce d'amphibiens de la famille des Eleutherodactylidae.

## Répartition
Cette espèce est endémique de l'Est de Cuba. Elle se rencontre du niveau de la mer jusqu'à 1 970 m d'altitude dans le massif de Sagua-Baracoa et la Sierra Maestra.

## Description

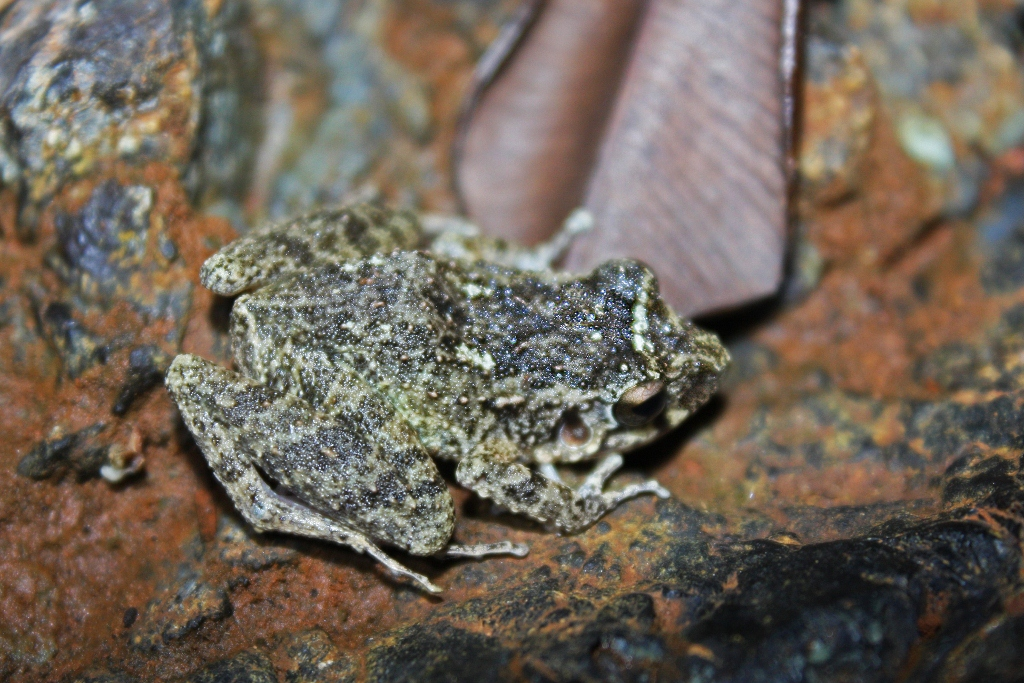
Eleutherodactylus cuneatus

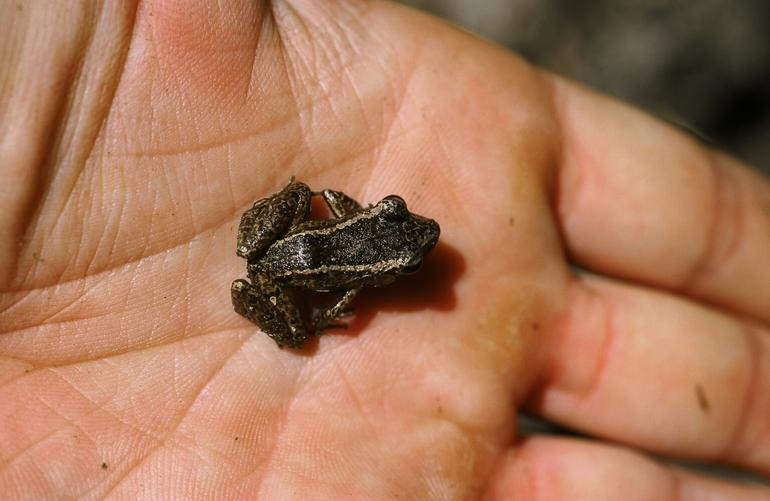
Eleutherodactylus cuneatus

Les femelles mesurent jusqu'à 40 mm.

## Taxinomie
Eleutherodactylus brevipalmatus a été placée en synonymie avec Eleutherodactylus sierra-maestrae par Schwartz en 1960. Celle-ci a été placée en synonymie avec Eleutherodactylus cuneatus par Estrada et Hedges en 1998

## Publication originale
- Cope, 1862 : On some new and little known American Anura. Proceedings of the Academy of Natural Sciences of Philadelphia, vol. 14, p. 151–159  (texte intégral).